# Atti di Pietro e dei dodici
Gli Atti di Pietro e dei dodici (apostoli) sono un apocrifo del Nuovo Testamento relativo a Pietro, apostolo, scritto in greco tra la metà del II secolo e l'inizio del III secolo. Di origine gnostica, perduto per secoli, è stato ritrovato nel 1945 tra i Codici di Nag Hammadi.
Il testo è un racconto allegorico relativo a un mercante di perle, ispirato alla parabola canonica di Mt13,45-46.
Dato l'avanzato periodo di composizione e lo stile eccessivamente favolistico l'apocrifo non può essere considerato un fedele resoconto storico, sebbene non si possa escludere una ripresa di precedenti tradizioni orali.